# Wileńska Komisja Archeologiczna
Wileńska Komisja Archeologiczna, właśc. Tymczasowa Komisja Archeologiczna Wileńska – polska instytucja naukowo-kulturalna działająca w Wilnie od 1856 do 1865 roku. Powstała w 1855 roku z inicjatywy hrabiego Eustachego Tyszkiewicza, powołana wraz z Muzeum Starożytności w Wilnie. Placówka została zamknięta przez władze rosyjskie w ramach represji po upadku powstania styczniowego w 1865 roku.

## Profil
Stawiała sobie za cel gromadzenie i badanie spuścizny kulturalnej Wielkiego Księstwa Litewskiego. Zajmowała się głównie dziejami rodów książęcych, magnackich, historią Kościoła.
Członkami komisji byli magnaci, działacze społeczni, badacze historii, lekarze, przyrodnicy, pisarze i artyści, m.in.: Albert Żamett, Edward Jan Römer, Antoni Zaleski, Henryk Dmochowski, Tomasz Oskar Sosnowski, Kazimierz Jelski, Teodor Narbutt, Józef Ignacy Kraszewski, Władysław Syrokomla, Józef Łepkowski, Adam Honory Kirkor, Aleksander Zdanowicz, biskup Maciej Wołonczewski.
Prace naukowe publikowała w języku polskim.
W 1862 roku komisja otworzyła galerię obrazów. Władze przyznały komisji i muzeum budynki, należące wcześniej do Uniwersytetu Wileńskiego.